# نیروگاه برق آبی گران ولو
نیروگاه برق آبی گران ولو (به لاتین: Gran Olo hydroelectric power plant) یک نیروگاه برقابی در سورینام است که در Sipaliwini District, Suriname واقع شده‌است.